# 披散直茎蒿
披散直茎蒿（学名：Artemisia edgeworthii var. diffusa）为菊科蒿属下的一个变种。